# 方舟：生存进化
《方舟：生存进化》是一款由Studio Wildcard制作与发行的生存类沙盒动作冒险遊戲，使用虚幻4引擎打造，于2017年8月29日在Linux、Microsoft Windows、OS X、PlayStation 4和Xbox One平台发行，并于2018年6月14日在iOS和Android平台发行；开发者也计划任天堂Switch平台发行。游戏舞台設定在一座充滿恐龍的神秘島嶼「方舟」，玩家必須運用技巧與智慧在危机四伏的世界中生存。
游戏以第一人称或第三人称视角进行。在游戏世界中，玩家可以步行或者骑恐龙，可以使用枪械或简易武器来对抗敌对人类和生物，建立基地用以防御。玩家也可以利用从游戏中搜刮的资源打造自己的武器。游戏可以选择单人游戏或多人游戏，其中多人游戏可以允许多名玩家同时在线参与。
游戏于2014年10月开始制作，开发团队为了在游戏玩法上有所创新，对恐龙的外貌进行了大量研究, 即便大部分的物種皆為虛構物種，也比現實中的大得多。

## 游戏设计
《方舟：生存进化》是一款生存类动作冒险游戏，采用第一人称视角，或切换第三人称视角，玩家必须通过打猎、种植、科研等多种方式生存下去，此外玩家还需要建立基地来保护自己。游戏的地图被称为“方舟”，面积约为48平方公里，其中四分之三为陆地，四分之一为海洋。
要建立基地，玩家必须获得基本部件比如地板、门窗，这是随着玩家的进度和收集水平的提高逐渐获得的。只要玩家有资源，就可以制造任何组件。当建筑的支柱和基础受到破坏时，建筑物的结构完整性也会受到损害。玩家还可以在游戏中制作道具，比如武器，这可以通过收集制作所需的资源和技术来实现。此外，玩家可以制作附加组件并把它们添加到武器上，比如为手枪或机枪添加瞄准镜或手电筒。如果玩家受伤后食用了必要的食物，其生命值会逐渐恢复。
游戏中已超过60种恐龙，游戏中的恐龙可以通过喂食来将其驯服，一旦恐龙被驯服，玩家将可以使用恐龙的能力，如飞行或快速水下移动，以及它的统计数据如速度，健康和伤害等，使用这些能力时，玩家将不能控制他们的个人武器。当所骑的恐龙较大时，其他玩家可以骑在恐龙身上并且控制他们的武器。恐龙也可以用来携带物品，玩家可以给它们下达攻防命令，例如：一群犹他盗龙可以被用来攻擊基地，一群三角龙可以被用来防禦基地。游戏中还有各种其他史前物种，如渡渡鸟、剑齿虎、真猛犸象和巨大的昆虫如巨脉蜻蜓、莱尼虫和巨蟻。游戏中的每一个生物都生活在一定的生态系统和捕食者结构中。

## 联机玩法
玩家可以进入他人创建的“服务器”从而改变核心玩法，单人的核心玩法是慢慢发育，打boss飞升，而在服务器，飞升就只是为了升级罢了，核心玩法是收集物资，创建部落与他人对抗，防御家园，抵御其他部落的袭击，亦能去进攻其他部落，从而快速获得物资。而在服务器中有一个非常搞心态的玩法--抄家，指的是炸开房子来洗劫房子的物资，有些玩家会专门制作炸弹来进行抄家，并以此为乐。

## 开发
《方舟：生存进化》的前期制作开始于2014年10月，位于西雅图的游戏开发商Studio Wildcard选择了埃及开发商Instinct Games作为其合作伙伴共同开发游戏。在研究游戏的史前物种信息时，开发团队阅读了“普通书籍”和网上的文章，并寻求在生物科学领域有研究的朋友的帮助。当创建物种和世界时，尽管有些物种在其对应的历史时期中早已进化了，但开发团队设计的游戏玩法仍然很有新意。游戏最初通过Steam抢先体验于2015年6月2日在Microsoft Windows上发布，7月1日在Linux和OS X发布，12月16日通过Xbox游戏预览计划在Xbox One发布。游戏最终版于2017年在Linux，OS X，Microsoft Windows，PlayStation 4和Xbox One发布。游戏将支持Oculus Rift和PS VR，Xbox One版本则通过ID@Xbox计划发布。游戏之后于2018年6月14日在iOS和Android发布，并将于2018年秋季在任天堂Switch发布。
开发团队指出，游戏将吸引所有玩家，而不是只喜欢生存模式的玩家。团队也为玩家增加了结局，因为他们认为大多数生存游戏缺乏一个最终目标，创意总监傑西·韋帕札克（Jesse Rapczak）说他们想“提供一个深度和广度，让这个世界不止意味着结局，而是一个值得探索的地方。”
游戏搭载虚幻4引擎，韋帕札克称其包含“数以万计”的人工智能实体。游戏还支持虚拟现实，韋帕札克拥有近三年头戴式显示器经验，他声称游戏一开始就基于虚拟现实设计。